# 皇甫继勋
皇甫继勋（10世纪—975年），魏州（今河北省大名县）人，南唐将领。皇甫晖的儿子。
皇甫继勋年轻时跟随父亲为偏将。滁州之战，皇甫继勋想要临阵脱逃，他父亲皇甫晖用戈打他，没有打中，于是让他跑了。皇甫晖战死，皇甫继勋被升为将军。历任池州刺史、饶州刺史，有政绩，入为神卫统军都指挥使。当时老将们多已经谢世，皇甫继勋年少，未经战场，被任命为大将军。他在金陵生活奢侈，别墅歌妓在权贵里数一数二。开宝年间，宋太祖派兵南征，他不想效死，打算投降。听说兵败，他还暗自高兴。后主李煜召他议事，他以军务推辞。军情不告知后主。后主登城，发现宋军旌旗蔽日，大惊失色。于是乙亥岁（北宋开宝八年、975年）三月，李煜诱骗皇甫继勋入宫，责备他守城不力，交给下吏惩处。出宫门，被军士杀死分尸。